# Catalina Pella
Catalina Pella (31 gennaio 1993) è una tennista argentina inattiva dal 2019.

## Biografia
Ha un fratello maggiore, Guido Pella, anche lui tennista professionista.

## Carriera
Nella sua carriera da juniores ha vinto 5 titoli in singolare e 6 in doppio. Tra le professioniste ha raggiunto il 7 novembre 2016 il suo best ranking in singolare al nº 173 del mondo e il 23 ottobre 2017 quello di doppio al nº 123.
In Fed Cup ha disputato ventuno incontri con la squadra argentina vincendone tredici.